# BF-01C
BF-01C (ビーエフ ゼロ いち シー ) は、バッファロー製として発売が予定されていたモバイルWi-Fiルーターで、NTTドコモによる第3.9世代移動通信システム、Long Term Evolution（LTE）通信サービスXi（クロッシィ）に対応したモバイルWiFiルータ端末である。Xi回線以外にもFOMAハイスピードや公衆無線LAN接続を使ってWi-Fi通信が可能となる予定であった。
2012年1月25日、仕様を変更し、BF-01Dとして発売することを発表。このため、BF-01Cとしては実際の発売はなされなかった。

## 概要
本端末は2010年6月に発売されたモバイルWiFiルーターポータブルWiFiや同年9月に発売されたBF-01Bの後継機種となっており、BF-01Bの機能に加え、LTE通信回線（Xi）の利用が可能となり、下り最大75Mbps上り最大25Mbpsの高速通信が利用可能となる。またXiのエリア以外ではFOMAハイスピードの通信となり、その場合は7.2Mbpsの通信に切り替わる。14MbpsのFOMAハイスピードは未対応。国際ローミングでGSM, GPRSといった2Gは未対応。
またBF-01Bと同様に本端末には自宅の光回線やADSL回線に接続するためのクレードルが同梱されており、本体を差し込むことでWi-Fiブロードバンドルーターとして利用可能である。
更にXi回線・3G回線とWi-Fi回線の切り換え機能があり、公衆無線LANエリアに入ると、XiやFOMA回線から公衆無線LAN回線に自動的に切り替わる。
設定画面上の「かんたん設定」から設定可能な公衆無線LANサービスは、FREESPOT、Mzone、フレッツスポット、ホットスポットの 4種類。フレッツスポットに対応していることからわかるように、PPPoEにも対応する。
寸法に関しては、BF-01Bとまったく同じ寸法となる。
同時に接続できる子機は最大で6台となる。
またNAS機能を備えており、コンテンツの自動ダウンロード/アップロードに対応。DLNAサーバー機能も有しており、MicroSD等のストレージに保存した写真や動画を他のDLNA機器からアクセスし表示させることも可能となっている。
国際ローミング（WORLD WING）に対応しており、3G通信、HSDPA/HSUPAでのローミングに対応している。

### その他機能
- SPIパケットフィルタリング
- フレッツIPv6サービス
- VPN(PPTP)
- 静的IPマスカレード
- DMZアドレス設定
- DHCPサーバー/クライアント
- UPnP
- ダイナミックDNS
- MACアドレス制限
- 無線LAN規格LAN側 IEEE802.11g / IEEE802.11b / IEEE802.11a / IEEE802.11n
- 無線LAN規格WAN側 IEEE802.11n / IEEE802.11g / IEEE802.11b

## 歴史
- 2011年5月16日 - NTTドコモより正式発表
- 2012年1月25日 - 仕様・筐体サイズの変更に伴い、BF-01Dとして発売することを発表。BF-01Cとしては発売中止となった。